# Submarino Clase Invencible
La clase Invencible (también conocida como Tipo 218SG) es una clase de submarinos ordenada por la Marina de la República de Singapur de ThyssenKrupp Marine Systems. Estos submarinos, junto con la clase Archer previamente adquirida, reemplazarán a los submarinos clase Challenger de Singapur.

## Diseño
El diseño personalizado es oceánico y más grande que los submarinos clase Challenger y clase Archer operados por la Marina de Singapur. Se espera que el diseño sea influenciado por el submarino Tipo 214 de exportación o el submarino Tipo 216, que se han diseñado para las necesidades potenciales de varias otras armadas (australiana, canadiense e india). Las características incluirán AIP y un sistema de combate diseñado por Atlas Elektronik y ST Electronics. La clase Invincible también cuenta con una "X" timón "que ofrece una mejor maniobrabilidad en aguas del litoral confinadas, en oposición a la disposición del timón cruciforme del Tipo 214".

## Pedidos
El acuerdo inicial para dos submarinos se valoró en 1.600 millones de euros, incluida la logística y el entrenamiento de la tripulación.
El 16 de mayo de 2017, el ministro de defensa de Singapur, Ng Eng Hen, anunció un pedido de 2 submarinos más del Tipo 218SG por un total de 4. Los primeros 2 se entregarán en 2021 y 2022, mientras que los 2 restantes se entregarán desde 2024.
El primer submarino Type 218SG, llamado RSS Invencible, se lanzó oficialmente durante una ceremonia en Kiel el 18 de febrero de 2019.